# Gustav Schimert
Gustav Christian Schimert (* 28. November 1910 in Budapest; † 16. Mai 1990 in München) war ein deutscher Arzt.

## Leben und Wirken
Gustav (Christian) Schimert stammte aus einer siebenbürgisch-deutschen Medizin-Professoren-Familie. Er war der älteste von sechs Söhnen von Gustav Schimert (1877–1955) und Margit Schimert (geb. Antal de Magyardellö, * 1888). Einer seiner Brüder war der ungarische Neuroanatom János Szentágothai. 
Ab 1949 war Schimert außerplanmäßiger Professor an der II. Med. Klinik der Ludwig-Maximilians-Universität München. Im Jahr 1954 schaffte die medizinische Fakultät einen neuen Lehrstuhl für Prophylaxe der Kreislaufkrankheiten, zu dessen kommissarischem Leiter Schimert ernannt wurde. Ab 1956 wird dieser Lehrstuhl durch die von Bankier August Lenz gegründete Stiftung zur Verhütung der Kreislaufkrankheiten unterstützt. Das Institut für Prophylaxe der Kreislaufkrankheiten wurde am 1. Mai 1957 eröffnet und Gustav Schimert dessen Leiter und der erste Inhaber des Lehrstuhls für Prophylaxe der Kreislaufkrankheiten.
Gustav Schimert war seit 1959 der zweite Ehemann von Editha von Bayern, einer Tochter des Rupprecht von Bayern. Aus der Ehe gingen die drei Söhne Andreas (* 1961), Christian (* 1963) und Constantin (* 1968) hervor.